# Азиз, Тарик (хоккеист на траве, 1984)
Тарик Азиз (урду طارق عزیز‎, англ. Tariq Aziz, 12 декабря 1984, Годжра, Пакистан) — пакистанский хоккеист (хоккей на траве), полевой игрок. Участник летних Олимпийских игр 2004 года, бронзовый призёр летних Азиатских игр 2006 года.

## Биография
Тарик Азиз родился 12 декабря 1984 года в пакистанском городе Годжра.
Играл в хоккей на траве за ПТКЛ («Пакистан Телекоммуникейшн Компани Лтд.») из Лахора.
В 2004 году вошёл в состав сборной Пакистана по хоккею на траве на летних Олимпийских играх в Афинах, занявшей 5-е место. Играл в поле, провёл 7 матчей, забил 1 мяч в ворота сборной Индии.
В 2006 году завоевал бронзовую медаль хоккейного турнира летних Азиатских игр в Дохе и серебряную медаль хоккейного турнира Игр Содружества в Мельбурне.
В октябре 2009 года Федерация хоккея на траве Пакистана дисквалифицировала Азиза, после того как в его организме обнаружили следы побочного продукта каннабиса. По словам хоккеиста, он принимал это вещество, для того чтобы вылечить спину.